# Aksu (přítok Balchaše)
Aksu (rusky Аксу, v turkických jazycích znamená bílá voda) je řeka v Almatské oblasti v Kazachstánu. Je 316 km dlouhá. Povodí má rozlohu 5 040 km².

## Průběh toku
Odtéká z ledovců hřbetu Džungarský Alatau. Na dolním toku teče přes poušť, nemá žádné přítoky a rozvětvuje se na ramena. Ústí do jezera Balchaš jedním korytem.

## Vodní režim
Zdroj vody je sněhový a ledovcový. Nejvodnější je od května do srpna.

## Využití
Využívá se hojně na zavlažování.